# یوجین کامنکا
یوجین کامنکا (به انگلیسی: Eugene Kamenka) (زاده ۴ مارس ۱۹۲۸ در کلن آلمان - ۱۹ ژانویه ۱۹۹۴) مبارز استرالیایی که گرایش‌های مارکسیستی داشت.
از او آثاری در مورد بنیان‌های اخلاقی مارکسیسم به جا مانده است.

## کتابشناسی
- Marxism and Ethics (1969) مارکسیسم و اخلاق
- A World in Revolution? (1970)
- The Philosophy of Ludwig Feuerbach (1970)
- Nationalism: The Nature and Evolution of an Idea (1976)
- The Portable Karl Marx (1983)
- Bureaucracy (1989) دیوانسالاری